# Cəmcəmli
Cəmcəmli è un comune dell'Azerbaigian situato nel distretto di Qobustan. Conta una popolazione di circa 1 200 abitanti.